# Binokulare Rivalität

Ein Beispiel binokularer Rivalität.
Betrachtet man das Bild mit einer Rot-Cyan-Anaglyph 3D-Brille, so sind die Wörter Red und Blue exklusiv nur für jeweils ein Auge sichtbar.

Als binokulare Rivalität (auch binokularer Wettstreit) werden die spontan auftretenden Wahrnehmungswechsel bezeichnet, die immer dann auftreten, wenn jedem Auge gleichzeitig ein anderes Bild gezeigt wird (eine sogenannte dichoptische Präsentation). Die resultierenden Phänomene lassen sich grob als einen unregelmäßigen Wechsel zwischen den beiden getrennt präsentierten Bildern beschreiben. Auch wenn es dabei häufig zu mosaikartigen Mischungen aus beiden Bildern kommt, kommt es nie zu einer gleichzeitigen Wahrnehmung beider Bilder in Form von Diplopie oder Konfusion. Diesem Phänomen zu Grunde liegt eine wechselnde Augendominanz.

## Phänomenologie
Dieser „Wettstreit“ zwischen beiden Augen um das visuelle Bewusstsein lässt sich willentlich nicht verhindern oder steuern und scheint einem Zufallsprozess zu obliegen. Diese und weitere geteilte Eigenschaften lassen darauf schließen, dass es sich um ein Phänomen multistabiler Wahrnehmung handelt.
Allerdings gelingt es durch Übung, aus dem „Wettstreit“ einen klaren Gewinner hervorgehen zu lassen. Erfahrene Benutzer eines monokularen Mikroskops können über Minuten die Wahrnehmungen des „überflüssigen“ Auges vollständig unterdrücken. Das Zukneifen des überflüssigen Auges ist demgegenüber eine Notlösung, weil es die Wahrnehmung auch des offenen Auges stört. Auch bei meditierenden Mönchen hat man festgestellt, dass sie sich auf eines der Bilder konzentrieren können.

## Historischer Hintergrund
Obwohl schon im Mittelalter erste Beschreibungen von binokularer Rivalität auftauchten, datiert man allgemein den Beginn der wissenschaftlichen Beschäftigung mit diesem Phänomen auf das Jahr 1838, in dem der britische Erfinder Charles Wheatstone den ersten in englischer Sprache geschriebenen Abriss verfasste. Das von ihm erfundene Stereoskop ermöglicht eine kontrollierbar getrennte Stimulation beider Augen.

## Wissenschaftlicher Hintergrund
Die Tatsache, dass Beobachter unter diesen Umständen jeweils nur eines von zwei Bildern in ihren Augen wahrnehmen können, macht dieses Phänomen für die naturwissenschaftliche Erforschung des Bewusstseins interessant. Mittels bildgebender Verfahren etwa kann man untersuchen, welche Teile des Gehirns eine mit den Wahrnehmungswechseln korrelierte Aktivität aufweisen.
Bis heute sind die exakten Gehirnvorgänge, die diesem Phänomen zugrunde liegen, unbekannt. Man geht zunehmend von einem über weite Teile des Gehirns verteilten Mechanismus aus. Wahrscheinlich verarbeitet das Gehirn auch die nicht wahrgenommenen, unbewussten Bilder.